# Емилия Плятер
Графиня Емѝлия Пля̀тер (на полски: Emilia Plater)(13 ноември 1806 – 23 декември 1831) е полска революционерка от немски произход. Тя се бие в Кадетската революция (въоръжен бунт срещу управлението на Руската империя в Полша, Литва, Беларус и Украйна) и е смятана за национален герой в Полша, Литва и Беларус, от които се състояла предходната Полско-литовска държава.

## Биография
Емилия Плятер е родена във Вилнюс, в аристократично семейство, произхождащо от Ливония, което е дошло от Вестфалия. Добре образована, тя се възхищавала на Бубулина,единствената жена-контр-адмирал на руския флот, една от иконите на гръцкото въстание срещу Османската империя, а също на Жана Д'Арк. Това съвпадало с интересите ѝ по конен спорт и бойна стрелба.
При избухването на Кадетската революция фактически земите на Великото Литовско княжество не се включват във въстанието и Емилия Плятер решава да формира под свое ръководство въстаническа група. Тя отрязва дългата си коса, ушива си униформа и организира екипирана група от доброволци. Групата се е състояла от 280 души пехота, 60 души кавалерия и няколко стотици селяни, въоръжени с военна коса . Така тя отива в Самогития и се присъединява към силите, командвани от Карол Залуски. Скоро след това генерал Дезидери Хлаповски пристига с големи сили и поема общото командване на всички борещи се. Тя става командващ офицер на 1-ва рота, бие се отлично и е повишена в ранг капитан.
Поляците биват победени, ген. Хлаповски избягва в Прусия. Плятер отказва да прекъсне борбата и желае да атакува Варшава, разболява се тежко и умира на 23 декември 1831 г.
След смъртта си тя се превръща в един от символите на Кадетската революция.

## В литературата
Адам Мицкевич я обезсмъртява в стихотворението Śmierć pułkownika, което обаче е предимно литературна фикция и е слабо базирано на биографията на Плятер.